# 沙头街道 (广州市)
沙头街道，是中华人民共和国广东省广州市番禺区下辖的一个乡镇级行政单位。

## 行政区划
沙头街道下辖以下地区：
沙头社区、骏兴社区、沙头村、榄山村、大罗村、小罗村、大平村、小平村、汀根村、横江村和南双玉村。